# Bassia scoparia
Bassia scoparia là loài thực vật có hoa thuộc họ Dền. Loài này được (L.) A.J.Scott mô tả khoa học đầu tiên năm 1978.